# جان ان. باکال
جان ان. باکال (انگلیسی: John N. Bahcall; ۳۰ دسامبر ۱۹۳۴ – ۱۷ اوت ۲۰۰۵) یک اخترفیزیکدان اهل ایالات متحده آمریکا بود.
وی برنده جوایزی همچون جایزه دنی هینمن در اخترفیزیک شده است.